# L'Adalgisa
L'Adalgisa - Disegni milanesi è una raccolta di dieci racconti (detti "disegni") dello scrittore italiano Carlo Emilio Gadda. L'opera fu pubblicata nel 1944 da Le Monnier, ma tutti i racconti erano stati precedentemente pubblicati su rivista negli anni immediatamente precedenti. Una parte dei racconti ha il suo avantesto nel romanzo incompiuto Un fulmine sul 220, mentre altri nel romanzo La cognizione del dolore.

## Vicenda editoriale
Tutti i racconti, detti dall'autore "disegni", al momento della prima edizione in volume erano già stati pubblicati su rivista. Di seguito una tabella riassuntiva della vicenda editoriale di ciascun racconto inserito nella prima edizione dell'opera.
| Titolo                                 | Pubblicazione precedente |
| -------------------------------------- | --- |
| Notte di luna                          | in “Primato – Lettere e Arti d’Italia”. a. III, n. 12 (15 giugno 1942) con il titolo Notte di luna – Paese, a guisa di introduzione |
| Quando il Girolamo ha smesso...        | in “La Ruota”, Serie III, a. IV, nn. 3 e 4 (febbraio e marzo 1943)] |
| Claudio disimpara a vivere             | in “La Nazione”, 14 dicembre 1940 |
| Quattro figlie ebbe e ciascuna regina  | in “Letteratura” 21, a. VI, n. 1 (gennaio-marzo 1942) |
| Strane dicerie contristano i Bertoloni | in “Letteratura” 7, a. II, n. 3 (luglio-settembre 1938) con il titolo La cognizione del dolore (Primo tratto) e parzialmente in “Il Meridiano di Roma”, a. III, n. 30 (24 luglio 1938) con il titolo Fulmini e parafulmini |
| I ritagli di tempo                     | in “Primato – Lettere e Arti d’Italia”, a. III, n. 6 (15 marzo 1942) |
| Navi approdano al Parapagàl            | in “Letteratura” 14, a. IV, n. 2 (aprile-giugno 1940) con il titolo La cognizione del dolore (Sesto tratto) |
| Un "concerto" di centoventi professori | in “Letteratura” 23, a. VI, n. 3 (luglio-dicembre 1942) con il titolo Un “Concerto di 120 professori” – Disegno su due fogli arancio pallido |
| Al Parco, in una sera di maggio        | in “Primato – Lettere e Arti d’Italia”, a. IV, n. 14 (15 luglio 1943) con il titolo La benignità |
| L'Adalgisa                             | in “Il Tesoretto” - Almanacco dello Specchio 1941, Milano, Mondadori, 1940, con il titolo L’Adalgisa (Disegno su tre fogli espunto dal romanzo inedito “Un fulmine sul 220”) e, successivamente, in “Primato – Lettere e Arti d’Italia”, a. III, nn. 18 e 19 (15 settembre 1942 e 1 ottobre 1942) con il titolo L’Adalgisa (Racconto di C. E. G. |

Per la pubblicazione in volume, Gadda, oltre a rielaborare parzialmente i testi, aggiunse delle corpose note di autocommento, in modo simile a quanto accaduto ne Il castello di Udine.
Nel 1945, Gadda fece ripubblicare l'opera da Le Monnier e rimosse tre racconti dal volume: "Notte di luna", "Strane dicerie contristano i Bertoloni" e "Navi approdano al Parapagàl" furono esclusi perché avevano un'ambientazione non propriamente milanese.
Nel 1955, in occasione dell'edizione per Einaudi, tuttavia, i tre racconti furono reintegrati. 
Nel 2012 Claudio Vela ha curato l'edizione critica per Adelphi.